# Ноябрь 2010 года

Список событий ноября 2010 года.

## События
- 1 ноября
  - Число жертв взрыва и пожара на деревообрабатывающем заводе в Пинске достигло 14 человек[1].
  - В Китае стартовала шестая общенациональная перепись населения[2].
  - МИДы России и Японии обменялись нотами протеста, после визита президента России Медведева на Курильские острова[3].
  - Прекратила существование автомобильная марка Pontiac[4].
  - Студенты столичных ВУЗов Болгарии провели акцию протеста против сокращения государственного финансирования высшего образования, из-за которого некоторые университеты могут быть закрыты на зиму[5].
- 2 ноября
  - Прекратила существование автомобильная марка Pontiac[4].
  - В США прошли промежуточные выборы. Переизбирались все члены Палаты представителей, 37 из 100 сенаторов и губернаторы большинства штатов[6]. По итогам выборов демократы потеряли большинство в Палате представителей, но сохранили его в Сенате[7].
  - Япония приняла решение на время отозвать из России своего посла из-за визита Дмитрия Медведева на Курильские острова[8].
  - МКС отмечает 10-летний юбилей[9].
  - Мировая серия 2010[англ.] окончилась победой бейсбольной команды Сан-Франциско Джайентс[10].
- 3 ноября
  - Скончался Виктор Черномырдин[11].
  - Греция наложила 48-часовой запрет на всю международную почту, причиной которого стала отправка из Греции нескольких посылок с бомбами лидерам европейских стран[12].
  - Канадские власти заблокировали заявку британо-австралийского горнодобывающего концерна BHP Billiton на покупку канадского производителя калийных удобрений Potash Corp за 39 миллиардов долларов, как невыгодную для Канады[13].
  - ООН начало новую серию переговоров относительно судьбы Западной Сахары[14].
  - По итогам конституционного референдума в Нигере свыше 90 % проголосовали за принятие новой конституции страны[15].
  - И. о. президента Косово Якуп Красничи принял решение о роспуске парламента и назначении досрочных выборов на 12 декабря после того, как депутаты вынесли вотум недоверия правительству Хашима Тачи[16].
- 4 ноября
  - В южной части суданской провинции Дарфур суданские повстанцы совершили нападение на колонну, перевозившую коммерческие грузы и сопровождаемую полицией. Убиты более 40 полицейских, более 30 ранены[17].
  - Парламент Украины утвердил Виктора Пшонку в должности Генерального прокурора[18].
  - Патриарх Московский и Всея Руси Кирилл освятил надвратную икону Николы Можайского на Никольской башне Московского Кремля[19].
  - Космический зонд «Дип Импакт» в ходе миссии EPOXI совершил пролёт мимо кометы 103P/Хартли получив снимки её ядра с близкого расстояния[20].
  - Инцидент с Airbus A380 над островом Батам: у самолёта компании Qantas разрушился двигатель. Пилоты смогли совершить аварийную посадку в Сингапуре.
- 5 ноября
  - На Кубе разбился пассажирский самолёт компании Aero Caribbean, на борту которого находились 68 человек[21].
  - При падении небольшого самолёта в аэропорту пакистанского города Карачи погибли 22 человека[22].
  - Террорист-смертник взорвал мощную бомбу в мечети города Дарра-Адам-Хель на северо-западе Пакистана. Погибли 45 человек, более 120 получили ранения[23].
- 6 ноября
  - В Москве жестоко избит журналист Олег Кашин, потерпевший с тяжёлыми травмами был доставлен в больницу, журналисты и блогеры организовали одиночный пикет у здания ГУВД Москвы с требованием расследовать нападение, Президент РФ поручил генпрокурору Юрию Чайке и главе МВД Рашиду Нургалиеву взять расследование на особый контроль и принять все меры для раскрытия покушения[24][25].
  - Авиакомпании Малайзии и Сингапура снова объявили об отмене полётов в столицу Индонезии Джакарту из-за вулканического пепла, извергаемого индонезийским вулканом Мерапи[26].
  - В археологическом комплексе Помпеи рухнул один из исторических памятников, так называемый «дом гладиаторов»[27].
  - Против депутата Госдумы от ЛДПР Ашота Егиазаряна возбуждено уголовное дело о мошенничестве[28].
  - В Польше, в городе Свебодзин открыли самую большую в мире статую Иисуса Христа, она на 13 метров превосходит свой прототип: статую Христа-Спасителя в Рио-де-Жанейро[29].
- 7 ноября
  - Папа Римский Бенедикт XVI освятил церковь Саграда Фамилия в Барселоне[30].
  - В Азербайджане прошли парламентские выборы. По предварительным данным, большинство получила правящая партия Ени Азербайджан[31].
  - В Мьянме состоялись первые за 20 лет парламентские выборы. Победителем объявлена поддерживаемая военными властями Партия солидарности и развития Союза[32][33].
  - Второй тур президентских выборов проходит в Гвинее[34].
  - Женская сборная Италии по теннису стала обладателем Кубке Федерации одержав победу над сборной США в финальном матче[35][36].
  - В Nature опубликована статья об открытой возможности получать у людей стволовые клетки крови из клеток кожи[37].
- 8 ноября
  - Гонкуровская премия была присуждена Мишелю Уэльбеку за роман «Карта и территория»[38].
  - Премьер Госсовета КНР Вэнь Цзябао торжественно открыл снимок части поверхности Залива Радуги на Луне, полученный со спутника «Чанъэ-2»[39].
  - Премьер-министр Австралии Джулия Гиллард объявила о предстоящем общенациональном референдуме по вопросу о включении в конституцию положения о признании аборигенов[40].
  - Президент Гамбии Яйя Джамме объявил о намерении стать королём своей страны[41].
  - Джонатан Дюамель из Монреаля стал первым канадцем-победителем чемпионата мира по покеру[42].
- 9 ноября
  - В Иордании прошли парламентские выборы[43].
  - Военное ведомство США расследует возможный запуск ракеты у западного побережья страны, который был заснят одной из телекомпаний Лос-Анджелеса[44].
  - После парламентских выборов в Мьянме в штате Карен около 15 тысяч человек были вынуждены покинуть свои дома в результате военных столкновений между правительственными войсками и боевиками из Демократической буддистской армии каренов[45].
  - В Индонезии у берегов острова Явы произошло землетрясение магнитудой 5,4[46].
- 10 ноября
  - В Сеуле открылся 5-й саммит Группы двадцати[47].
  - Президент Франции Николя Саркози подписал законопроект о пенсионной реформе, тем самым закон вступил в силу[48].
  - Приступил к работе новый Президиум Боснии и Герцеговины в который вошли представитель от сербов — Небойша Радманович, от боснийских мусульман — Бакир Изетбегович и от хорват — Желько Комшич[49].
- 11 ноября
  - Парламент Ирака переизбрал Джаляля Талабани президентом страны на второй срок[50].
  - В результате теракта в пакистанском городе Карачи погибли как минимум 18 человек, пострадали не менее 100, ответственность за теракт взял на себя пакистанский «Талибан»[51].
  - Опубликован очередной рейтинг 500 самых производительных суперкомпьютеров. На первом месте — недавно построенный в Китае суперкомпьютер «Тяньхэ-1А»[52].
- 12 ноября
  - В Гуанчжоу торжественно открылись 16-е Летние Азиатские игры[53].
  - В Сеуле завершилась пятая встреча глав Большой двадцатки[54].
  - Верховный суд Китайской Республики приговорил бывшего президента страны Чэнь Шуйбяня и его жену У Шучжэнь к 19 годам тюрьмы за взяточничество[55].
- 13 ноября
  - Президент Франции Николя Саркози принял отставку правительства и премьер-министра страны Франсуа Фийона[56].
  - Военное правительство Мьянмы освободило лидера демократической оппозиции и лауреата Нобелевской премии мира 65-летнюю Аун Сан Су Чжи, находившуюся под домашним арестом в течение 15 лет[57].
  - В Йокогаме начал работу 18-й саммит АТЭС[58].
  - Президент России Дмитрий Медведев и премьер-министр Японии Наото Кан заявили на встрече в Иокогаме о стремлении развивать доверительный диалог между двумя странами, преодолевая тем самым кризис в отношениях двух стран, возникший после посещения президентом России ближайшего к Японии острова Курильской гряды Кунашир[59].
  - Мэнни Пакьяо выиграл бой у мексиканца Антонио Маргарито за вакантный титул чемпиона мира в первом среднем весе по версии WBC[60].
- 14 ноября
  - XVI чемпионат мира по волейболу среди женщин закончился победой российской сборной[61].
  - Себастьян Феттель, выступающий за команду Red Bull, стал чемпионом Формулы-1 2010 года[62].
  - Кубинские власти освободили Арнальдо Рамоса Лаузерике, одного из тринадцати кубинских диссидентов, которые ранее отказались покинуть страну в обмен на освобождение[63].
- 15 ноября
  - Избитый неизвестными журналист Олег Кашин пришёл в сознание и начал давать показания[64].
  - По итогам подсчёта голосов на президентских выборах в Гвинее выиграл лидер оппозиции Альфа Конде[65].
- 16 ноября
  - Российский предприниматель Виктор Бут, обвиняемый в США в поставках оружия террористическим группировкам, экстрадирован из Таиланда в США[66].
  - Названы лауреаты Демидовской премии. Ими стали математик Юрий Осипов, химик Геннадий Сакович и правовед Сергей Алексеев[67].
  - Президент США Барак Обама вручил высшую военную награду США Медаль Почёта сержанту Салваторе Джьюнта, впервые со времён Вьетнамской войны награда вручена прижизненно[68].
  - Кларенс Хаус объявил о помолвке принца Уильяма c Кейт Миддлтон, свадьба предполагается в течение 2011 года[69].
  - Facebook представил Facebook Messages: сервис, объединяющий в себе возможности электронной почты, мгновенных сообщений, SMS и личных сообщений в социальной сети, что по мнению экспертов, может прямо ударить по специализированным сервисам электронной почты.
  - Алексей Навальный публикует данные Счётной палаты о хищениях при строительстве ВСТО компанией Транснефть[70].
- 17 ноября
  - На Мадагаскаре, в день референдума по новой конституции, произошла попытка военного переворота[71].
  - Вышла в свет автобиография Марка Твена, которую писатель запретил публиковать в течение ста лет[72].
  - Учёные из Европейского центра ядерных исследований сообщили, что впервые с помощью специальных ловушек удалось удержать атомы антивещества в течение относительно долгого времени[73].
  - После прошедших президентских выборов в Гвинее прокатилась волна беспорядков, в стране было введено чрезвычайное положение[74].
  - Оппозиционная Демократическая партия победила на выборах в парламент Островов Кука, Генри Пуна выдвигается на пост премьер-министра[75].
- 18 ноября
  - В Баку прошёл третий саммит прикаспийских стран на котором было подписано «Соглашение о сотрудничестве в сфере безопасности на Каспии»[76].
  - В Пермском крае разбился военный истребитель МиГ-31[77].
- 19 ноября
  - В Новой Зеландии произошёл взрыв[англ.] на шахте «Пайк Ривер». Погибли 29 шахтёров[78][79].
  - Американский актёр Уэсли Снайпс приговорён к трём годам тюремного заключения за неуплату налогов[80].
  - Число жертв от эпидемия холеры на Гаити превысило 1100 человек[81].
  - В Малави профсоюзы провели марш протеста против увеличения пенсионного возраста до 55 лет, так как средняя продолжительность жизни в этом государстве составляет 50 лет[82].
  - Президент Шри-Ланки Махинда Раджапакса переизбран на второй срок[83].
- 20 ноября
  - Победителем Детского конкурса песни Евровидение 2010 стал Владимир Арзуманян из Армении[84].
  - На саммите НАТО в Лиссабоне достигнуто соглашение о создании территориальной системы ПРО для евроатлантического региона[85].
  - Попытка военного переворота на Мадагаскаре закончилась провалом бунтовщиков, лояльные властям военные арестовали путчистов; по итогам референдума прошедшего незадолго до мятежа большинство жителей острова хотят, чтобы президент Андри Радзуэлин сохранил свой пост до проведения новых выборов[86].
  - Военнослужащие нигерийской армии арестовали предполагаемого лидера группировки боевиков и более 50 его последователей по обвинению в причастности к похищению 19 человек в дельте реки Нигер[87].
- 21 ноября
  - В Буркина-Фасо проходят президентские выборы; ожидается, что действующий президент Блез Компаоре будет в очередной раз переизбран[88].
- 22 ноября
  - В результате давки, возникшей на мосту во время Фестиваля воды в столице Камбоджи Пномпене, погибли 375 человек, более 750 получили травмы[89][90].
- 23 ноября
  - У острова Ёнпхёндо произошло столкновение между КНДР и Южной Кореей, обе стороны возлагают ответственность за открытие огня друг на друга. В результате артиллерийского обстрела острова погибло 2 южнокорейских морпеха[91].
  - Гамбия разорвала дипломатические отношения с Ираном[92].
- 24 ноября
  - По итогам переговоров между президентом России Дмитрием Медведевым и премьером Госсовета КНР Вэнем Цзябао об экономическом сотрудничестве двух стран, были подписаны контракты на сумму 8,5 миллиардов долларов[93].
- 25 ноября
  - В Королевстве Тонга прошли парламентские выборы. 12 из 26 мест в парламенте получили представители Демократической партии Дружественных островов во главе с Акилиси Похива[94].
- 26 ноября
  - Полиция Рио-де-Жанейро взяла под контроль комплекс фавел «Вила-Крузейру», где днём раньше прошла полицейская спецоперация с применением танков и броневиков[95].
- 27 ноября
  - В Исландии проходят выборы в Учредительное собрание, которое должно будет изменить конституцию страны с учётом пожеланий простых граждан[96].
- 28 ноября
  - Скончался американский актёр Лесли Нильсен[97].
  - Скончался известный телекомментатор Владимир Маслаченко[98].
  - В Молдавии прошли парламентские выборы. Более 41 % голосов набрали коммунисты[99].
  - Первый тур президентских выборов в Гаити прошёл, по мнению оппозиции, с серьёзными нарушениями. Одновременно прошли выборы в нижнюю палату парламента и одной трети сената[100].
  - В Египте проходят парламентские выборы[101].
  - В Кот-д’Ивуаре проходит второй тур президентских выборов[102].
  - В Карачи разбился Ил-76 с 7 гражданами Украины и гражданином России на борту, ещё 4 человека погибли на земле[103].
  - В Киеве проходит крупный киберспортивный турнир ASUS Cup Autumn 2010[104].
  - Сайт WikiLeaks опубликовал более 250 тысяч писем дипломатов США, в которых содержатся нелицеприятные характеристики руководителей многих стран[105].
  - Академики 22 академий испанского языка одобрили в Гвадалахаре новую орфографию испанского языка[106].
- 29 ноября
  - Скончалась советская и российская поэтесса Белла Ахмадулина[107].
  - В Индонезии проснулся вулкан Бромо; из-за поднявшегося в воздух вулканического пепла был закрыт аэропорт Маланга[108].
  - Лидеры европейских стран договорились об оказании помощи Ирландии, объём которой составит около 85 миллиардов евро[109].
- 30 ноября
  - Уволен главный тренер московского «Локомотива» Юрий Сёмин[110].
  - Президент Украины Виктор Янукович ветировал Налоговый кодекс страны[111].
  - В дагестанской деревне Цибари сгорело около 50 домов[112].
  - На парламентских выборах в Египте одержала победу правящая Национально-демократическая партия, запрещённая организация «Братья-мусульмане», депутаты которой составляли наибольшую по численности оппозиционную фракцию, получила лишь 27 мест[113].
  - Началась 16-я конференция сторон Рамочной конвенции ООН об изменении климата, конференция проходила в мексиканском городе Канкун[114].
  - Еврокомиссия начала антимонопольное расследование против компании Google[115].